# Platypalpus lyneborgi
Platypalpus lyneborgi är en tvåvingeart som beskrevs av Chvala 1981. Platypalpus lyneborgi ingår i släktet Platypalpus och familjen puckeldansflugor.
Artens utbredningsområde är Spanien. Inga underarter finns listade i Catalogue of Life.